# Termitowithius kistneri
Genre
Espèce
Termitowithius kistneri, unique représentant du genre Termitowithius, est une espèce de pseudoscorpions de la famille des Withiidae.

## Distribution
Cette espèce est endémique de Tanzanie. Elle se rencontre vers dans le parc national du lac Manyara.

## Habitat
Ce pseudoscorpion se rencontre dans des termitières de Macrotermes subhyalinus.

## Description
Les mâles mesurent de 2,45 à 2,79 mm et les femelles de 3,38 à 3,54 mm.

## Étymologie
Cette espèce est nommée en l'honneur de David Harold Kistner.

## Publication originale
- Muchmore, 1990 : Termitowithius kistneri, a new genus and species of termitophilous pseudoscorpion from Tanzania (Pseudoscorpionida: Withiidae). Bulletin of the British Arachnological Society, vol. 8, p. 125-127.